# Mujer de nadie
Mujer de nadie, más fuerte que su destino, ou simplesmente Mujer de nadie, (lit. Mulher de Ninguém) é uma telenovela mexicana produzida por Giselle González para TelevisaUnivision e foi exibida pelo Las Estrellas de 13 de junho a 12 de agosto de 2022, substituindo El último rey 2 e sendo substituída por La madrastra. 
É uma adaptação da telenovela mexicana Amarte es mi pecado, produzida em 2004.
Protagonizada por Livia Brito e Marcus Ornellas e antagonizada por Arap Bethke, Azela Robinson, Cynthia Klitbo, Plutarco Haza, María Penella, Carmen Aub, Alexa Martín, Ignacio Tahhan, Rosa María Bianchi, Roberto Soto e Francisco Pizaña e atuaçãoes estelares de Juanita Arias, Sergio Bonilla, Luis Arrieta, Ale Müller e Ignacio Riva Palacio e a participação dos primeiros atores Verónica Langer, Verónica Merchant, Adalberto Parra e Enrique Singer.

## Sinopse
Lucía Arismendi (Livia Brito) é uma bela mulher que vive em San Jacinto, Puebla, com Jacobo (Marco Treviño), seu pai, e Isaura (Cynthia Klitbo), sua madrasta cruel, jogadora e ambiciosa. Ela é noiva de Alfredo Terán (Arap Bethke), sem imaginar que tem ele uma vida dupla e não possui escrúpulos. Ela também trabalha como artesã, e defende os direitos dos demais artesãos, que usam a principal rua da cidade para vender suas obras, o que contraria os interesses de Gertrudis (Rosa María Bianchi). 
Alfredo é sócio de Heriberto Valdepeña, o homem mais poderoso da cidade. Heriberto arma para que Alfredo lhe entregue Lucia de bandeja para que ele possa desfrutá-la. Alfredo marca um encontro com Lucia em um determinado lugar e qando ela chega, quem aparece é Heriberto, e tenta abusar dela. Lucia se defende e sai correndo. Nesse momento ela encontra Fernando (Marcus Ornellas), um homem que passava pelo local e a salva das mãos de Heriberto.
Por outro lado, Isaura vive jogando no cassino de Heriberto e aposta o escrituras da casa de Jacobo como forma de obter crédito no cassino. Jacobo descobre que Isaura apostou e perdeu a casa e ao anoitecer, ele a confronta e sofre um infarto durante a discussão e morre. Isaura aproveita a situação para culpar Lúcia pelo referido infortúnio. A desgraça de Lucía aumenta de intensidade quando ela e Isaura são despejadas sua casa por ordem de Heriberto, então eles recorrem a perder asilo para sua tia Alejandra (Azela Robinson), irmã de sua mãe com quem Jacobo esconde um passado, e Casilda (María Penella), sua afilhada não fisicamente graciosa.
No entanto, o amor entre Lucía e Fernando nascerá como resultado de perseguições, enganos e traições, fazendo de Lucía uma Mulher de Ninguém.

## Elenco
- Livia Brito - Lucía Arizmendi Díaz / Lucía Arizmendi Madrigal
- Marcus Ornellas - Fernando Ortega Ibarra
- Arap Bethke - Alfredo Terán
- Azela Robinson - Alejandra Madrigal
- Cynthia Klitbo - Isaura Henderson de Arizmendi
- Plutarco Haza - Rafael López Montes
- María Penella - Casilda Gómez
- Juanita Arias - Paulina Altamirano
- Carmen Aub - Roxana Vázquez de López
- Alexa Martín - Michelle Ortega Ibarra
- Ignacio Tahhan - Leonardo Darién
- Sergio Bonilla - Diego Altamirano
- Luis Arrieta - Carlos Ortega Ibarra
- Rosa María Bianchi - Gertrudis Huerta de Valdepeña
- Verónica Langer - Martha Ibarra de Ortega
- Verónica Merchant - Pilar Riveira
- Adalberto Parra - Juventino "Juve" Huerta
- Enrique Singer - Gabino Illescas
- Roberto Soto - Heriberto Valdepeña
- Ale Müller - Claudia Solís
- Francisco Pizaña - Pedro Meyer
- Ignacio Riva Palacio - Néstor Ventura
- Clarisa González - Silvia Cedeño
- Catalina López - Dominga
- Kristel Klitbo - Antonia Cifuentes
- Marco Treviño - Jacobo Arizmendi Benavides
- Marco Aurelio Nava - Hiena
- Héctor Illanes - El Chino
- Danilo Ujus - Búnker
- Armando Andrade - Pablo Illescas
- Néstor Torres - Policía
- Janitzio Caballero - Jacobo Arizmendi Benavides (joven)
- Camila Nuñez - Lucía Arizmendi Díaz / Lucía Arizmendi Madrigal (niña)

## Produção
A novela foi anunciada como parte do que há de novo na ficção para a TelevisaUnivision, em 26 de novembro de 2021. As filmagens e produção da novela começaram em 9 de março de 2022 e a claquete oficial para o início das filmagens em 14 de março. O desenvolvimento de roteiros e a adaptação da novela está a cargo de Leonardo Bechini, María Elena Castañeda e Claudio Lacelli, junto com a direção cênica de Fabián Corres e Juan Pablo Blanco, além de Armando Zafra e Daniel Ferrer como gerentes de câmeras, junto com Hugo Muñoz e Juan Carlos Lazo na fotografia. A novela foi apresentada em 17 de maio de 2022, na frente da TelevisaUnivision para a programação da temporada 2022-23, além de ser composta por 45 episódios produzidos.
Scarlet Gruber fez testes para interpretar a protagonista da história Lucía e chegou a ser escolhida para o papel, porém por um conflito de agendas, ela precisou rejeitar o papel que ficou a cargo de Lívia Brito.

## Audiência
| Horário             | # Eps. | Estreia             | Estreia           | Final                | Final           | Posição | Temporada | Classificação geral |
| Horário             | # Eps. | Data                | Primeiro capítulo | Data                 | Último capítulo | Posição | Temporada | Classificação geral |
| ------------------- | ------ | ------------------- | ----------------- | -------------------- | --------------- | ------- | --------- | ------------------- |
| Segunda—Sexta 21h30 | 45     | 13 de junho de 2022 | 3.0               | 12 de agosto de 2022 | 3.3             | #1      | 2022      | 2.8                 |

## Músicas
- Vive tu vida conmigo - Rio Roma

## Prêmios e Indicações

### Premio Tvy Novelas 2023
| Categoria                    | Indicados          | Resultados |
| ---------------------------- | ------------------ | ---------- |
| Melhor Telenovela            | Giselle González   | Indicado   |
| Melhor Atriz Protagonista    | Livia Brito        | Indicado   |
| Melhor Ator Protagonista     | Marcus Ornellas    | Indicado   |
| Melhor Atriz Antagonista     | Azela Robinson     | Venceu     |
| Melhor Ator Antagonista      | Arap Bethke        | Indicado   |
| Melhor Atriz Co-Protagonista | Cynthia Klitbo     | Venceu     |
| Melhor Ator Co-Protagonista  | Plutarco Haza      | Indicado   |
| Melhor Atriz Juvenil         | María Penella      | Indicado   |
| Melhor Atriz Coestelar       | Ale Müller         | Indicado   |
| Melhor Ator Coestelar        | Sergio Bonilla     | Indicado   |
| Melhor Primeira Atriz        | Rosa María Bianchi | Indicado   |
| Melhor Primeiro Ator         | Enrique Singer     | Indicado   |
| Melhor Elenco                | Giselle González   | Indicado   |